# Stormont Estate

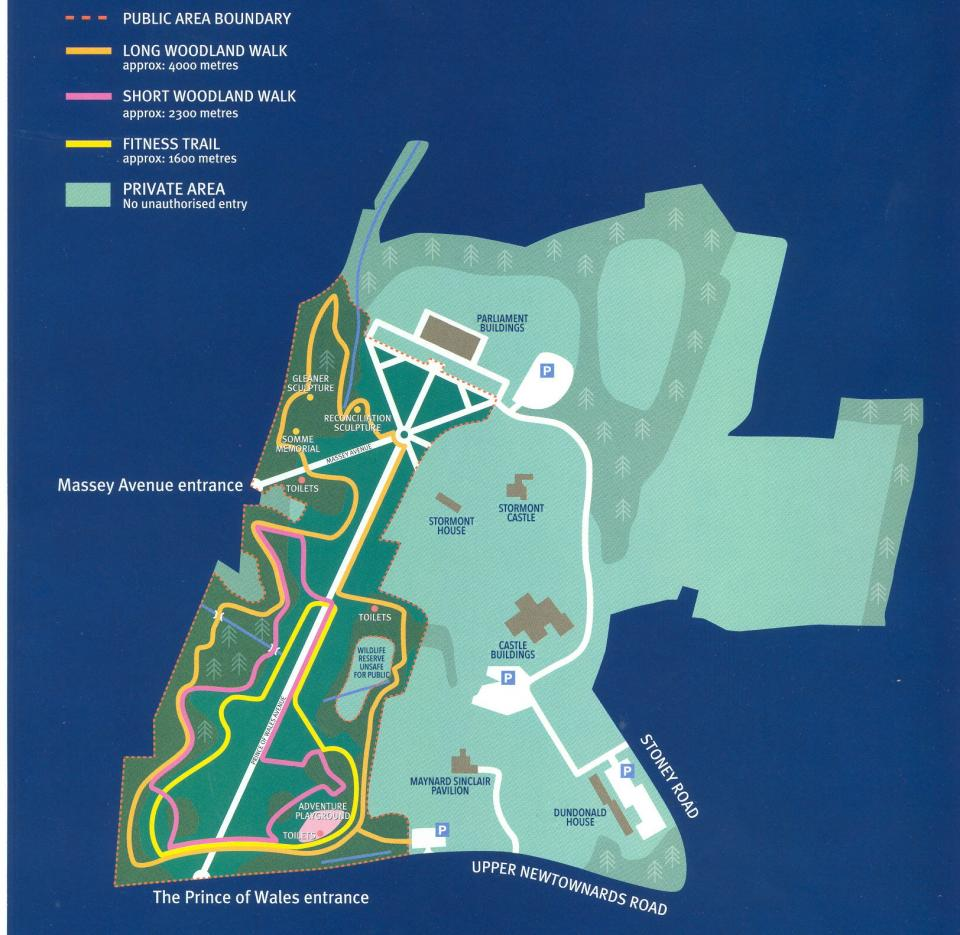
Das Stormont Estate.

Stormont Estate ist ein Anwesen östlich von Belfast in der Grafschaft Down, Nordirland. Es ist u. a. der Standort des Parlamentsgebäudes der Northern Ireland Assembly. Das Stormont Estate ist von Wäldern und einer Parklandschaft umgeben und wird in den zeitgenössischen Medien oft als „Stormont“ bezeichnet. Stormont Estate liegt im Townland von Ballymiscaw.

## Geschichte
Nach dem Government of Ireland Act von 1920 wurden die Anwesen um Stormont Castle als Sitz der neu gebildeten Regierung und des Parlaments in Nordirland ausgewählt. Dazu wurde das Stormont Estate 1921 von der britischen Regierung als Baugrundstück erworben und dort 1932 das Parlamentsgebäude fertiggestellt und eröffnet. Stormont Castle war von 1921 bis 1972 die offizielle Residenz des Premierministers von Nordirland.

## Gebäude
Neben  Stormont Castle und dem Parlamentsgebäude der Northern Ireland Assembly befindet sich auch Stormont House auf dem Gelände. Es beherbergt das Northern Ireland Office (NIO) und ist der Sitz des britischen Nordirland-Ministers (englisch Secretary of State for Northern Ireland).

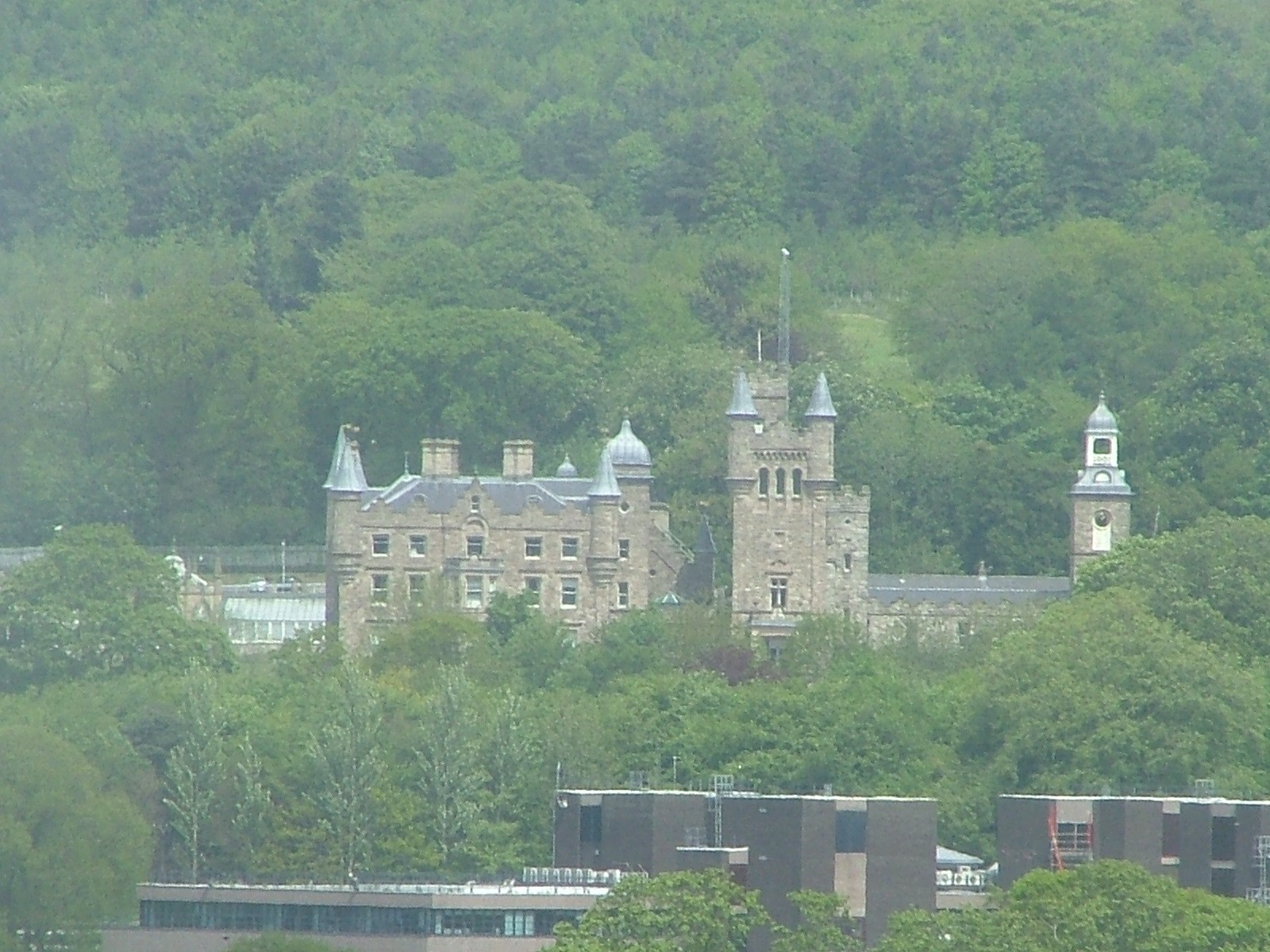
Stormont Castle
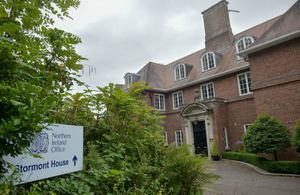
Stormont House
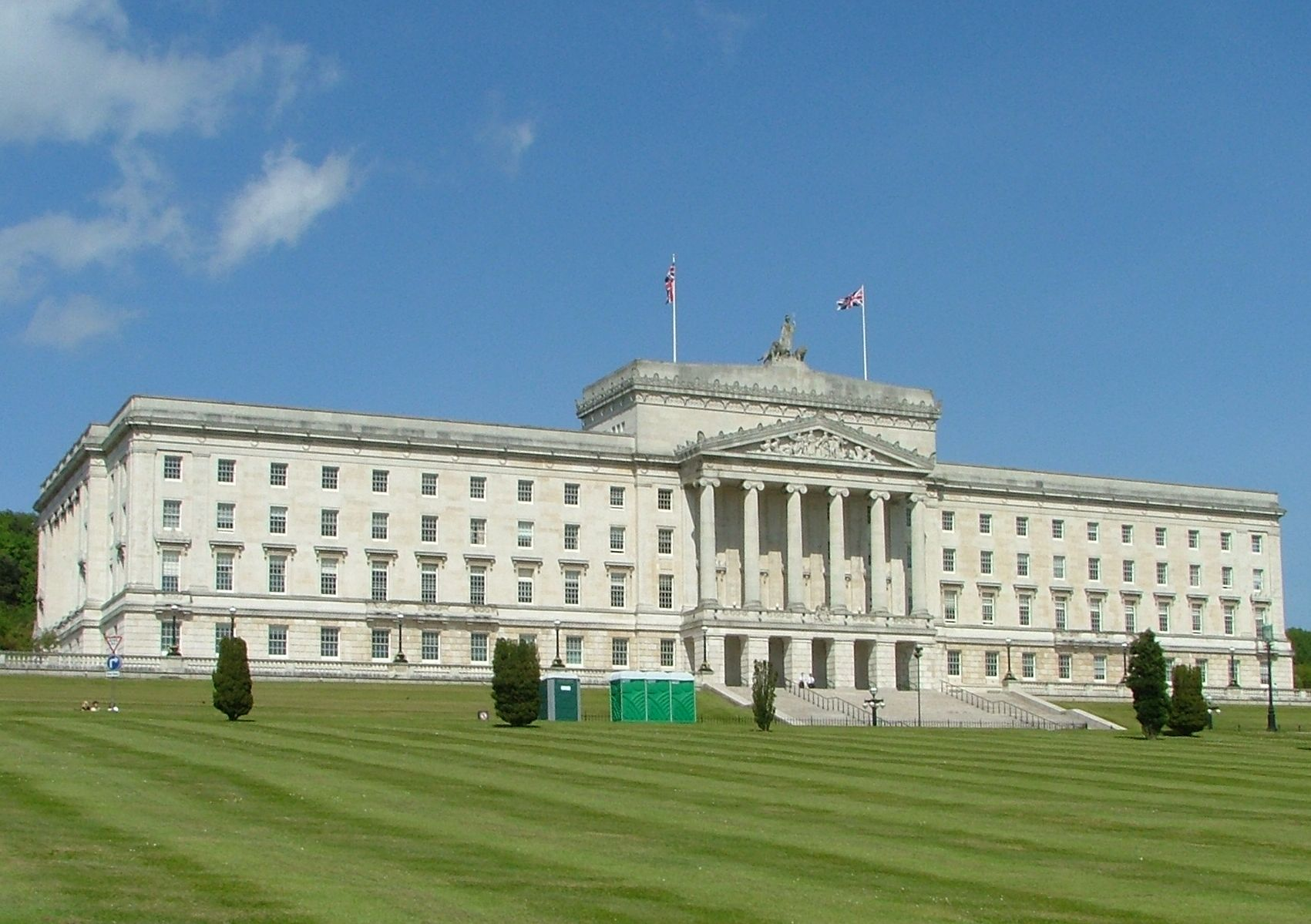
Parliamentary Building
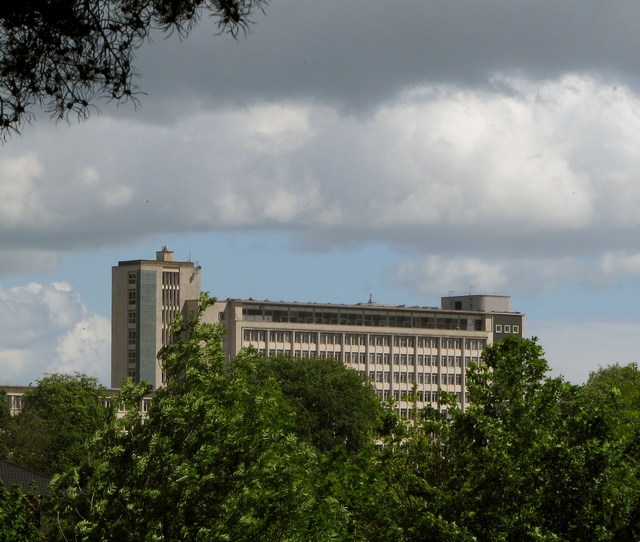
Dundonald House
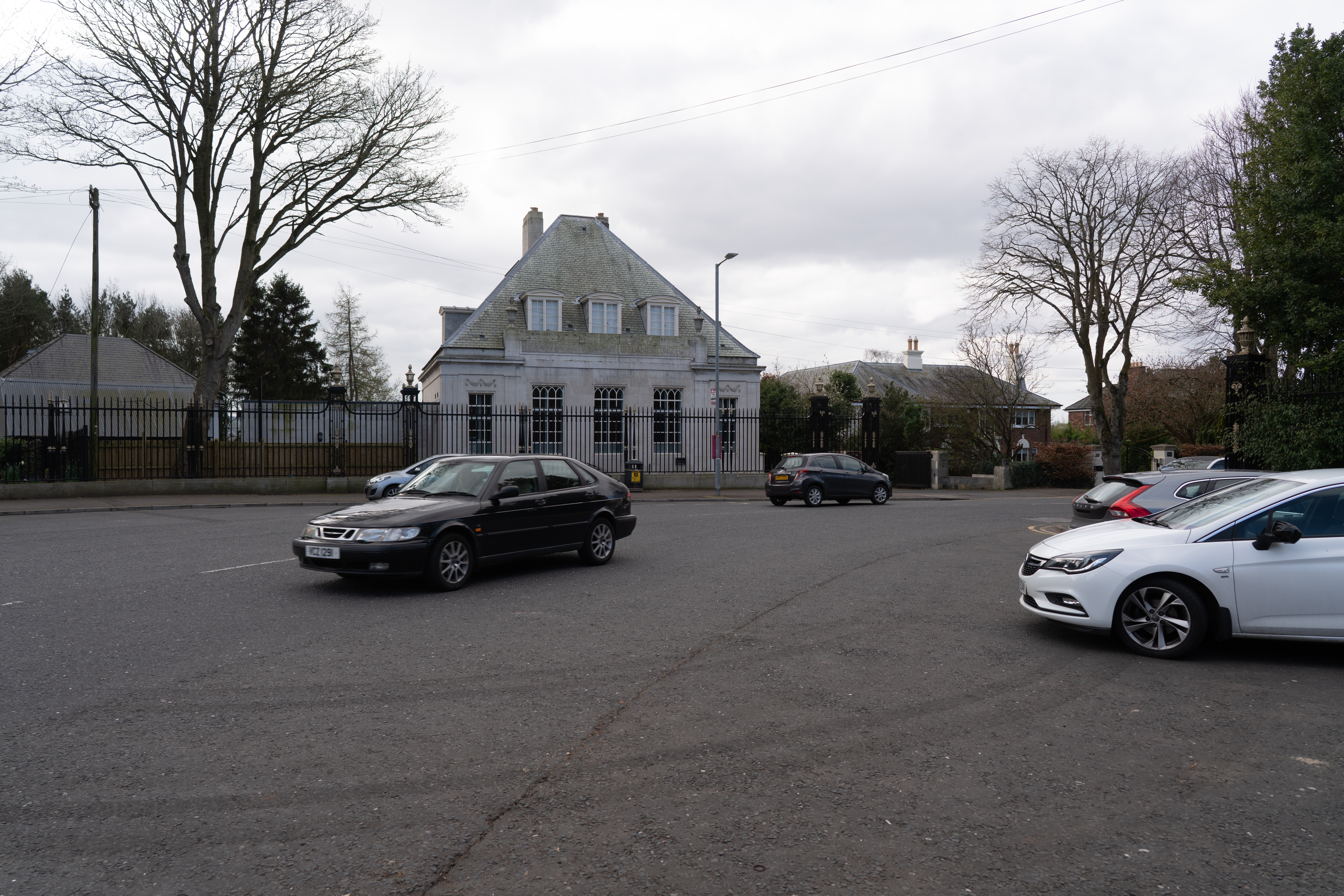
Gate lodge
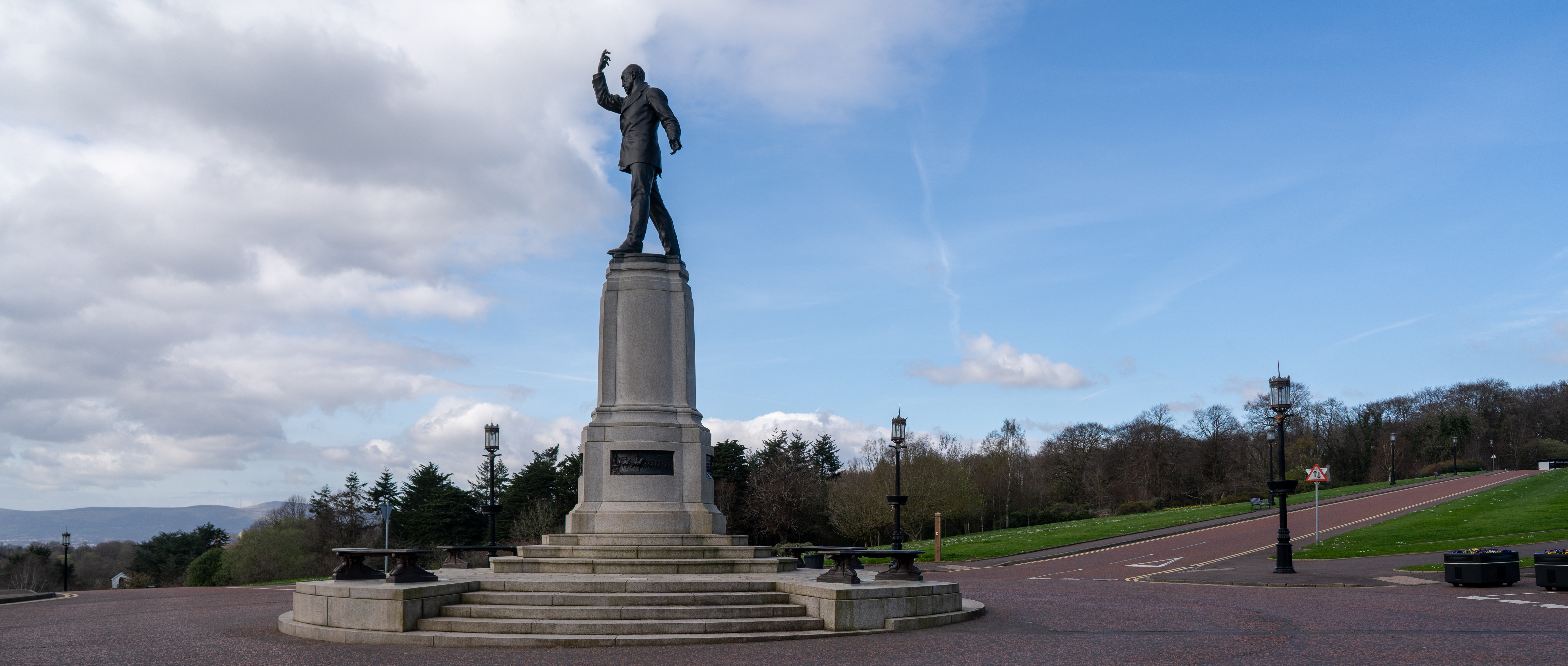
Statue von Edward Carson